# 俊英館Flex
進学塾・学習塾俊英館Flex（しゅんえいかんフレックス）は、株式会社俊英館が埼玉、東京、千葉、群馬で52校舎（2007年8月現在）展開している学習塾（小学部・中学部中心）。本社は東京都板橋区にある「セガミビル」。元々、埼玉県入間市で始まった会社なので、同市のローカルFM局でラジオ番組も放送されていた。

## 沿革
- 1981年3月 入間市武蔵藤沢に「進学塾俊英館」（現「藤沢駅前校」の前身）スタート
- 1984年3月 「有限会社 俊英館」設立
- 1986年10月 「入間中央校」開校
- 1989年3月 「狭山入曽校」開校
- 1992年3月 「所沢狭山ヶ丘校」開校
- 1993年3月 「所沢山口校」開校
- 1993年6月 「株式会社俊英館」へ商号変更
- 1994年9月 狭山市民会館で「高校説明会」を開始。個別指導開始
- 1995年3月 「熊谷籠原校」「狭山中央校」開校
- 1996年3月 「鳩ヶ谷校」「秩父中央校」開校
- 1997年3月 「立川砂川校」「寄居中央校」開校
- 1998年3月 「妻沼中央校」「群馬藤岡校」開校
- 1999年1月 「北坂戸校」「青梅河辺校」「草加谷塚校」「富岡校」開校
- 1999年3月 「前橋校」「新座中央校」開校
- 2000年1月 「パーソナルカリキュラム」開始
- 2000年3月 「光が丘校」「熊谷中央校」「伊勢崎校」開校
- 2000年6月 「小手指校」開校
- 2001年3月 「行田中央校」「若葉校」「小川中央校」「大宮指扇校」「上福岡校」開校
- 2002年3月 「武蔵関校」「日高中央校」開校。「個別指導館 志木校」開校
- 2003年3月 「立川中央校」「南大塚校」開校
- 2004年3月 「千葉中央校」「市原中央校」「恋ヶ窪校」「小竹向原校」「武蔵嵐山校」開校
- 2004年12月 「板橋徳丸校」「飯能校」開校
- 2005年2月 「西立川校」「東金校」「市原辰巳台校」「小平校」「府中校」「一之江校」「中野富士見町校」開校
- 2006年○月 「個一新所沢校」開校
- 2006年9月 本社移転（中野区中野→板橋区小茂根）
- 2006年10月 中学受験専門部「鉄能会」発足 「九品仏校」開校
- 2007年2月　「青梅河辺校」「伊勢崎校」閉校
- 2007年7月　「新狭山校」「東松山校」「深谷校」開校
- 2013年7月　「ひばりが丘校」「新河岸校」開校
- 2022年6月　「町田南大谷校」開校

## 校舎（2020年4月現在）
埼玉エリア
藤沢駅前校、入間中央校、日高中央校、飯能校、狭山ヶ丘校、所沢山口校、小手指校、新所沢校、狭山中央校、狭山入曽校、新狭山校、大宮指扇校、上福岡校、鶴瀬校、南大塚校、新河岸校、鳩ヶ谷校、草加谷塚校、北坂戸校、武蔵嵐山校、秩父中央校、寄居中央校、熊谷中央校、熊谷籠原校、熊谷校、行田中央校、深谷校、東松山校、北上尾校、西浦和校
東京エリア
光が丘校、武蔵関校、小竹向原校、板橋徳丸校、小平校、小金井校、恋ヶ窪校、立川中央校、府中校、立川砂川校、西立川校、ひばりが丘校、玉川上水校、町田南大谷校
千葉エリア
千葉中央校、市原中央校、市原辰巳台校
群馬エリア
藤岡校、富岡校